# ريتشارد غوميز
ريتشارد غوميز (بالإسبانية: Richard Gómez)‏ هو لاعب كرة قدم باراغواياني، ولد في 19 أغسطس 1972. شارك مع منتخب باراغواي لكرة القدم. أما مع النوادي، فقد لعب مع سيرو بورتينيو ونادي ليبرتاد.

## وصلات خارجية
- ريتشارد غوميز على موقع قاعدة بيانات كرة القدم.إي يو (الإنجليزية)
- ريتشارد غوميز على موقع ناشيونال فوتبول تيمز (الإنجليزية)